# Zugelassener Versender
Ein Zugelassener Versender kann Unions-/gemeinsame Versandverfahren durchführen, ohne die Ware vorher bei der Abgangszollstelle zu gestellen.
Der Antrag zur Bewilligung zum zugelassenen Versender wird beim Hauptzollamt gestellt.
Ein Zugelassener Versender bzw. Zugelassener Empfänger ist dazu verpflichtet, am NCTS-Verfahren (= New Computerized Transit System) teilzunehmen.